# Seen (Graffitikünstler)

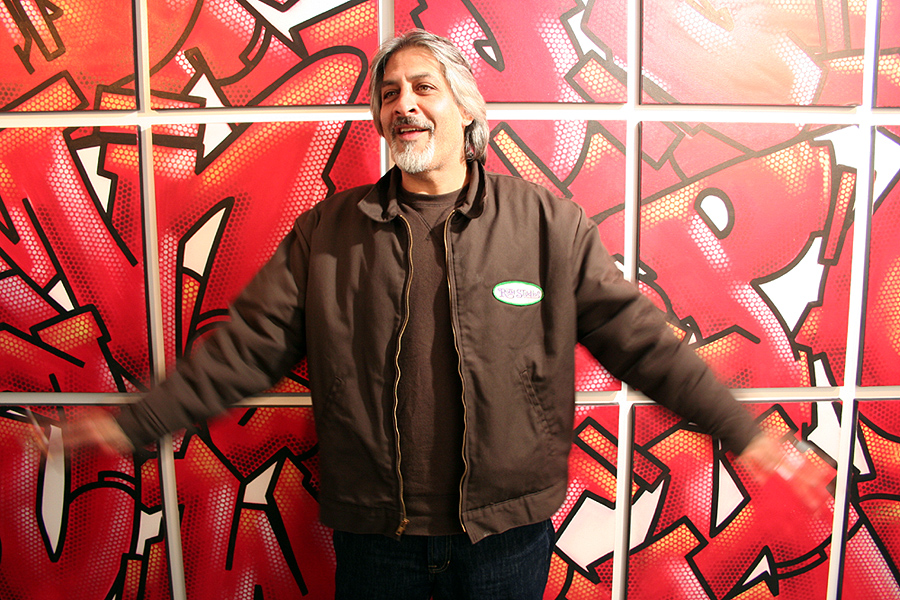
Seen, Galerie Chappe, Paris, 2007

Seen-Panel auf einer New Yorker U-Bahn Anfang der 1980er Jahre

Seen (* 1961 in der Bronx, New York, NY, USA; eigentlich Richard „Richie“ Mirando) ist ein Graffiti-Writing-Künstler und Gründer der Crew UA (United Artists), die inzwischen weltweit Mitglieder hat (z. B.: Loomit, Darco). Er gilt als eine Ikone der Writing-Kultur und wird oft als „Godfather of Graffiti“ bezeichnet.

## Leben
Seen malte 1973 im Alter von 12 Jahren in Begleitung seines Bruders sein erstes Bild. In seiner Laufbahn brachte er es innerhalb der Graffiti-Szene zu großem Ansehen. Er sprühte unter anderem zirka 200 Wholecars.
Sein Stil gliedert sich durch relativ gut lesbare Buchstaben.
In seiner Laufbahn benutzte er auch andere Namen zum Sprühen wie zum Beispiel Demon, Apache, Angel, Richie, Odie3 oder Psycho.
Seen besitzt in New York ein Tattoo-Studio. Er ist in Filmen und Büchern über Graffiti vertreten, z. B. Subway Art und Style Wars. Außerdem kam er im Spiel Mark Eckos Getting up: Contents under pressure vor.
Momentan konzentriert sich seine Arbeit auf das Anfertigen von Skulpturen und Designerspielzeug.
Seine ersten Leinwandarbeiten entstanden bereits 1979, die er in unzähligen Ausstellungen weltweit ausstellte.
Er arbeitete mit vielen anderen Writern weltweit zusammen, darunter auch mit den Deutschen Loomit und DAIM.